# Okręg wyborczy nr 14 do Sejmu Polskiej Rzeczypospolitej Ludowej (1989–1991)
Okręg wyborczy nr 14 do Sejmu Polskiej Rzeczypospolitej Ludowej (1989–1991) obejmował Chojnice oraz gminy Brusy, Bukowiec, Cekcyn, Chojnice (gmina wiejska), Czersk, Dąbrowa Chełmińska, Dobrcz, Dragacz, Drzycim, Gostycyn, Jeżewo, Kamień Krajeński, Kęsowo, Koronowo, Lniano, Lubiewo, Mrocza, Nakło nad Notecią, Nowe, Osie, Osielsko, Pruszcz, Sadki, Sępólno Krajeńskie, Sicienko, Sośno, Śliwice, Świecie, Tuchola, Warlubie i Więcbork (województwo bydgoskie). W ówczesnym kształcie został utworzony w 1989. Wybieranych było w nim 5 posłów w systemie większościowym.
Siedzibą okręgowej komisji wyborczej były Chojnice.

## Wybory parlamentarne 1989

### Mandat nr 53 –Polska Zjednoczona Partia Robotnicza
| Kandydat | I tura | I tura | II tura | II tura |
| Kandydat | Głosów | %      | Głosów  | %       |
| --- | ------ | ------ | ------- | ------- |
| Jerzy Wnuk | 24 937 | 19,83  | 35 476  | 33,62   |
| Zbigniew Grugel                                                                                                 | 14 128 | 11,23  | 41 809  | 39,33   |
| Bogdan Pokorski                                                                                                 | 12 423 | 9,88   | —       | —       |
| Henryk Derkowski                                                                                                | 11 869 | 9,44   | —       | —       |
| Edward Meyer | 9505   | 7,56   | —       | —       |
| Krzysztof Muter                                                                                                 | 6581   | 5,23   | —       | —       |
| Marian Wild | 3223   | 2,56   | —       | —       |
| Liczba głosów ważnych: 125 770 (I tura) • 106 310 (II tura) Źródło: Państwowa Komisja Wyborcza I tura i II tura |        |        |         |         |

### Mandat nr 54 –Zjednoczone Stronnictwo Ludowe
| Kandydat | I tura | I tura | II tura | II tura |
| Kandydat | Głosów | %      | Głosów  | %       |
| --- | ------ | ------ | ------- | ------- |
| Wojciech Mojzesowicz                                                                                            | 23 873 | 18,26  | 40 176  | 37,79   |
| Robert Abramowski                                                                                               | 20 650 | 15,79  | 39 712  | 37,25   |
| Krystyna Bauza                                                                                                  | 18 880 | 14,44  | —       | —       |
| Eugeniusz Kłopotek                                                                                              | 13 779 | 10,54  | —       | —       |
| Ryszard Ciesielski                                                                                              | 12 820 | 9,80   | —       | —       |
| Liczba głosów ważnych: 130 778 (I tura) • 106 613 (II tura) Źródło: Państwowa Komisja Wyborcza I tura i II tura |        |        |         |         |

### Mandat nr 55 –Stronnictwo Demokratyczne
| Kandydat | I tura | I tura | II tura | II tura |
| Kandydat | Głosów | %      | Głosów  | %       |
| --- | ------ | ------ | ------- | ------- |
| Mirosława Grabarkiewicz                                                                                         | 37 129 | 27,17  | 40 403  | 38,02   |
| Jerzy Wojciak                                                                                                   | 24 918 | 18,24  | 27 589  | 25,96   |
| Wiesław Wróbel                                                                                                  | 23 205 | 16,98  | —       | —       |
| Liczba głosów ważnych: 136 651 (I tura) • 106 272 (II tura) Źródło: Państwowa Komisja Wyborcza I tura i II tura |        |        |         |         |

### Mandat nr 56 – bezpartyjny
| Kandydat                                                          | Głosów | %     |
| ----------------------------------------------------------------- | ------ | ----- |
| Ignacy Guenther                                                   | 80 459 | 59,24 |
| Eugeniusz Czajkowski                                              | 15 711 | 11,57 |
| Alfons Biodrowski                                                 | 13 304 | 9,80  |
| Ludgier Rozanow                                                   | 7259   | 5,35  |
| Jan Kuchenbeker                                                   | 7092   | 5,22  |
| Liczba głosów ważnych: 135 817 Źródło: Państwowa Komisja Wyborcza |        |       |

### Mandat nr 431 –Stowarzyszenie „Pax”
| Kandydat                                                          | Głosów | %     |
| ----------------------------------------------------------------- | ------ | ----- |
| Tadeusz Marchlik                                                  | 33 879 | 31,89 |
| Lesław Piotrowicz                                                 | 29 227 | 27,51 |
| Liczba głosów ważnych: 106 251 Źródło: Państwowa Komisja Wyborcza |        |       |